# Aerobryopsis pseudolanosa
Aerobryopsis pseudolanosa là một loài Rêu trong họ Meteoriaceae. Loài này được (Broth. & Geh.) Broth. miêu tả khoa học đầu tiên năm 1906.